# Сучава (річка)
Суча́ва (Сочава, Сучява; рум. Suceava) — річка в Україні (Чернівецька область, Путильський район) та Румунії. Права притока Серету (басейн Дунаю). Довжина річки — 170 км, площа річкового басейну (також у межах України) — бл. 3 800 км². Середня витрата води — 20 м³/сек; несе багато наносів. Характерні весняні повені, літні дощові паводки, осінньо-зимова межень. Лісосплавна. Розташований водоспад Сучавський Гук.

## Розташування
Бере початок у Східних Карпатах. Утворюється злиттям потоків Кобилара й Ізвор на східній околиці села Шепота, що на півдні Путильського району. Сучава тече в межах Буковинських Карпат і Передкарпаття спершу на північний схід, далі — на схід. Середня і нижня течія — на плато Сучава (тут річка тече на південний схід). 
Верхня Сучава (разом з Кобиларою) впродовж 32 км становить кордон між Україною та Румунією (лише в декількох місцях річка протікає повністю територією України). Решта басейну Сучави (від східної околиця села Руська) — в Румунії (частково на українській етнічній території). 
На річці — місто Сучава.

## Притоки
Андреківський, Горбаневський, Руська, Фальків, Білка (ліві, в межах України). Найбільша притока — Сучевиця (права, в межах Румунії).